# العلاقات الهندية السويسرية
العلاقات الهندية السويسرية هي العلاقات الثنائية التي تجمع بين الهند وسويسرا.

## مقارنة بين البلدين
هذه مقارنة عامة ومرجعية للدولتين:
| وجه المقارنة                                              | الهند                       | سويسرا                                                                                      |
| --------------------------------------------------------- | --------------------------- | ------------------------------------------------------------------------------------------- |
| المساحة (كم2)                                             | 3.29 مليون                  | 41.28 ألف                                                                                   |
| عدد السكان (نسمة)                                         | 1.35 مليار                  | 8.21 مليون                                                                                  |
| الكثافة السكانية (ن./كم²)                                 | 410.33                      | 198.89                                                                                      |
| العاصمة                                                   | نيودلهي                     | برن                                                                                         |
| اللغة الرسمية                                             | اللغة الهندية، لغة إنجليزية | اللغة الألمانية، اللغة الإيطالية، لغة فرنسية، اللغة الرومانشية، الألمانية السويسرية الموحدة |
| العملة                                                    | روبية هندية                 | فرنك سويسري                                                                                 |
| الناتج المحلي الإجمالي (بليون دولار)                      | 2.60 تريليون                | 678.89 مليار                                                                                |
| الناتج المحلي الإجمالي (تعادل القوة الشرائية) بليون دولار | 8.00 تريليون                | 518.07 مليار                                                                                |
| الناتج المحلي الإجمالي الاسمي للفرد دولار أمريكي          | 1.60 ألف                    | 80.94 ألف                                                                                   |
| الناتج المحلي الإجمالي للفرد دولار أمريكي                 | 5.70 ألف                    | 59.54 ألف                                                                                   |
| مؤشر التنمية البشرية                                      | 0.609                       | 0.930                                                                                       |
| رمز المكالمات الدولي                                      | +91                         | +41                                                                                         |
| رمز الإنترنت                                              | .in، .भारत ‏، .بھارت ‏،        | .ch، .swiss ‏                                                                                |
| المنطقة الزمنية                                           | ت ع م+05:30، توقيت الهند    | توقيت وسط أوروبا، ت ع م+01:00، ت ع م+02:00، أوروبا/زيورخ ‏                                   |

## منظمات دولية مشتركة
يشترك البلدان في عضوية مجموعة من المنظمات الدولية، منها:
| علم المنظمة | اسم المنظمة                        | تاريخ انضمام الهند | تاريخ انضمام سويسرا |
| ----------- | ---------------------------------- | ------------------ | ------------------- |
|             | مؤسسة التمويل الدولية              | 20 يوليو 1956      | 29 مايو 1992        |
|             | منظمة حظر الأسلحة الكيميائية       | ?                  | ?                   |
|             | البنك الإفريقي للتنمية             | ?                  | ?                   |
|             | يونسكو                             | 4 نوفمبر 1946      | 28 يناير 1949       |
|             | الأمم المتحدة                      | 30 أكتوبر 1945     | 10 سبتمبر 2002      |
|             | الاتحاد الدولي للاتصالات           | 1869               | 1866                |
|             | منظمة الشرطة الجنائية الدولية      | ?                  | ?                   |
|             | البنك الدولي للإنشاء والتعمير      | 27 ديسمبر 1945     | 29 مايو 1992        |
|             | الاتحاد البريدي العالمي            | ?                  | ?                   |
|             | مؤسسة التنمية الدولية              | 24 سبتمبر 1960     | 29 مايو 1992        |
|             | منظمة التجارة العالمية             | 1995               | ?                   |
|             | الفريق المعني برصد الأرض           | ?                  | ?                   |
|             | بنك التنمية الآسيوي                | 1966               | 1967                |
|             | نظام تحكم تكنولوجيا القذائف        | 2016               | 1992                |
|             | وكالة ضمان الاستثمار متعدد الأطراف | 6 يناير 1994       | 12 أبريل 1988       |

## أعلام
هذه قائمة لبعض الشخصيات التي تربطها علاقات بالبلدين:
- النيل جاين (سائق سيارة سباق سويسري، 8 ديسمبر 1983 – )
- توم ألتر (ممثل هندي، 22 يونيو 1950 – 29 سبتمبر 2017)

## وصلات خارجية
- موقع وزارة الخارجية الهندية
- موقع وزارة الخارجية السويسرية